# Raidingbach
Raidingbach är ett vattendrag i Österrike.   Det ligger i förbundslandet Burgenland, i den östra delen av landet, 80 km söder om huvudstaden Wien.
Trakten runt Raidingbach består till största delen av jordbruksmark. Runt Raidingbach är det ganska tätbefolkat, med 58 invånare per kvadratkilometer.